# استفانیا الفوتینا
استفانیا الفوتینا (روسی: Стефания Александровна Елфутина؛ زادهٔ ۲۷ ژانویهٔ ۱۹۹۷) ورزشکار بادسواری اهل روسیه است.
وی در مسابقات کشوری و بین‌المللی در مجموع برندهٔ ۱ مدال طلا، ۲ مدال نقره، ۲ مدال برنز شده‌است.